# El nom del vent
El nom del vent. Crònica de l'Assassí de Reis: Primer dia (en anglès: The Name of the Wind. The Kingkiller Chronicle: Day One) és una novel·la de fantasia èpica escrita per Patrick Rothfuss, escriptor estatunidenc i professor adjunt de llengua i filologia anglesa a la Universitat de Wisconsin. Va publicar-se per primer cop als Estats Units el 2007 i a Catalunya el 2011.
Aquesta novel·la forma part de la trilogia Crònica de l'Assassí de Reis, els altres dos títols són: El temor d'un home savi i una altra novel·la encara no publicada, Les portes de pedra (títol encara no definitiu).

## Sinopsi
L'obra es desenvolupa en un món fantàstic (ambientat en l'edat mitjana) i narra la història de com Kvothe (pronunciat "cuoud"), mag, assassí, enamorat, músic, estudiant i aventurer, es va convertir en un personatge llegendari. Usant el nom de Kote per ocultar la seva veritable identitat, regenta una apartada posada anomenada Pedra Fita acompanyat del seu deixeble Bast, fins que un dia Devan Lochees, un autor interessat a escriure les biografies de les figures més importants del seu temps i conegut com a "Cronista", el troba i intenta convèncer-lo que li reveli la seva veritable història. Kvothe finalment hi accedeix amb la condició de fer-ho en tres dies.
El Nom del Vent, el primer llibre de la trilogia Crònica de l'assassí de reis, constitueix el primer dels tres dies en què Kvothe explica la seva història. Aquesta comença en els durs anys de la seva infància com a membre d'una família d'artistes itinerants (els RUH) formada per músics, actors, acròbates i joglars. En aquest ambient, creix convertint-se en un nen prodigi alegre i diplomàtic. Un dia coneix a Abenthy, mag i arcanista. Quan el veu cridant al vent el convida que s'uneixi a la seva troupe (grup d'artistes itinerants). Aquest descobreix en Kvothe un talent natural i decideix convertir-se en el seu primer mestre. Els seus pares són morts pels Xandrian, uns dimonis que maten a aquells que difonen la seva història, així que Kvothe es veurà obligat a passar tres anys pidolant a la gran metròpolis de Tarbean on haurà de suportar dures condicions per poder sobreviure. La història evoluciona fins a un sobtat succés que l'obliga a canviar la seva vida. Després d'això pateix una sèrie d'esdeveniments i reptes que el porten a viatjar a la Universitat, on, músic i estudiant, estudia per poder arribar a ser un gran arcanista.